# Hyagnis insularis
Hyagnis insularis es una especie de escarabajo longicornio del género Hyagnis, subfamilia Lamiinae. Fue descrita científicamente por Báguena & Breuning en 1958.
Se distribuye por Bioko (Guinea Ecuatorial). Posee una longitud corporal de 8 milímetros. El período de vuelo de esta especie ocurre en el mes de octubre.